# Collage du verre
Pour les articles homonymes, voir Collage.
 (avril 2015).
- Si vous ne connaissez pas le sujet, laissez ce bandeau (vous pouvez alors contacter les auteurs).
- Si vous supprimez le contenu mis en cause (vous pouvez préalablement contacter les auteurs),

argumentez précisément cette suppression dans la page de discussion
(un manque de référence n'est pas un argument ; une recherche réelle de référence doit avoir été effectuée, être formellement documentée).
Le collage du verre est une technique permettant l'assemblage de matériaux sur du verre.

## Collage par ultraviolet

### Historique
C'est en 1985, que les premières colles à ultraviolet ont fait leur apparition sur le marché. Elles servent aux collages du verre avec différents matériaux (fer, métal, bois, plastique, etc.). En plus de ces applications, elles sont également employées dans le verre de décoration, le verre optique et le verre électronique[Quoi ?]. Elles apportent beaucoup d'avantages à certaines techniques de production. Les utilisations sont très larges grâce aux excellentes caractéristiques des colles. Partout où une haute adhésion et un collage optique transparent sont nécessaires, les colles UV sont une bonne solution.

#### Collage du verre
En fonction du projet à réaliser, on utilise la colle la mieux adaptée (colle silicone, colle Araldite avec durcisseur, colle miroir neutre, ruban adhésif double-face, etc.).
La colle UV est une colle qui polymérise sous l'action de l'ultraviolet. Le succès de la colle UV est particulièrement dû à l'emploi facile, une polymérisation contrôlée par irradiation de lampes UV, les fortes adhésions également à haute température ainsi que la transparence optique du collage. On obtient des collages solides et durables entre le verre ainsi qu'avec d'autres matériaux.

### Conservation
Conserver la colle UV au frais, au sec, à l'obscurité (sans rayonnement UV). En emballage fermé et d'origine, la durée de conservation est de douze mois. Avant l'emploi, porter la colle à une température ambiante. Lors d'un réchauffement léger (entre 30 °C et 40 °C), la colle se liquéfie et permet à d'éventuelles bulles d'air de s'échapper.

### Remarque
Pour les constructions où les assemblages doivent rester élastiques ou sont continuellement exposés à l'eau, par exemple les aquariums, les colles UV ne sont pas adaptées.

### Polymérisation
En pratique, la polymérisation se produit par l'emploi d'une lampe UV adaptée. La durée de durcissement dépend des facteurs suivants : spectre et puissance de la lampe, distance entre la lampe et la colle, ancienneté de la lampe, épaisseur de la colle appliquée, effet de matériaux environnants (exemple : transmission, absorption, réflexion).
Suivant ces facteurs, la durée de durcissement est comprise entre 15 secondes et 5 minutes ; dans de mauvaises conditions, ce temps peut s'allonger. Un essai préventif est souhaitable pour connaître le temps exact d'irradiation. Un temps d'exposition plus long n'est pas un inconvénient. Les dangers de jaunissement, brûlure, tensions des matériaux sont pratiquement exclus.

### Application
Les surfaces à encoller doivent être sèches, exemptes de poussière, de graisse et d'agent séparateur. Un apprêt de nettoyage facile avec du white spirit, de l'alcool à brûler, élimine l'humidité restante grâce à son effet hygroscopique. La rugosité normale des surfaces est en général suffisante pour obtenir de bons collages. L'application de la colle sur la surface à coller doit se faire sans bulle, économiquement mais suffisamment à l'aide de l'embout doseur d'origine. 
Il est important que les éléments soient assemblés sans tension. Après le montage, on opère une polymérisation rapide avec une lampe manuelle à ultraviolet.
Remarque : les colles UV absorbent les rayons UV. C'est pourquoi la polymérisation est uniquement possible dans de faibles épaisseurs. Positionner la lampe le plus près possible du collage pour diminuer la perte de rayonnement. Lors de collages compliqués, on peut rayonner à l'aide de miroirs ou de papier blanc.

### Nettoyage
Avant le durcissement, la colle peut être facilement enlevée avec un nettoyant ou un chiffon. Après le collage aux UV, c'est-à-dire après durcissement complet de la colle, nettoyer les excédents avec un bâtonnet ouaté ou un chiffon imbibé d'alcool ou de dissolvant, en frottant la résine durcie jusqu'à la disparition de celle-ci. Si cette opération n'est pas suffisante, utiliser une lame de rasoir pour gratter la colle, en faisant attention à ne pas rayer le verre.

### Outillage
Le collage ultraviolet nécessite :
- une paire de lunettes de protection ;
- des gants ;
- une lame de rasoir, pour gratter la colle séchée qui peut déborder du périmètre de collage ;
- un produit de nettoyage pour enlever les poussières et les graisses ;
- une lampe UV ;
- une colle spécifique pour le collage du verre à verre, verre métaux, verre plastique, etc.

### Divers

#### Démontage
Un démontage éventuel des pièces collées n'est possible ni mécaniquement ni chimiquement. Il est possible d'opérer un démontage à une température de 200 °C si les matériaux le permettent. Il existe un risque de cassure lors de réchauffement irrégulier et de refroidissement du verre. Pour les petites pièces, un décollement pourra se faire dans un bac avec de l'eau pendant plusieurs jours.
Certaines formulations particulières de colles UV sont conçues pour un démontage rapide en immergeant l'assemblage dans un bain de solvant particulier.

#### Conseils
Une nouvelle technique doit toujours être testée auparavant. Lors de collage de grandes surfaces, il peut se créer des tensions ainsi que des bulles. Pour éviter cela, il faudrait une polymérisation graduelle :
- appliquer la colle sans formation de bulles ;
- montage des pièces sans tension ;
- rayonner la partie centrale durant 2 ou 3 min ;
- élargir la surface à rayonner de 2 cm, et rayonner à nouveau ;
- ainsi de suite jusqu'à la totalité.

De cette façon, la colle égalise la tension. Il faut s'assurer qu'il y a assez de colle sur le pourtour. Avant la dernière opération de polymérisation, on peut essuyer la colle, ce qui évitera un nettoyage laborieux. L'emploi de matériaux avec un coefficient de dilatation thermique différent ne pose pas de problème pour de petits éléments. Par contre, lors de grandes longueurs, il peut y avoir des cassures de verre lors de variation de températures.

#### Sécurité
Comme pour d'autres produits chimiques, il est impératif de suivre certaines règles de sécurité pendant l'utilisation des produits et de la lampe UV. Il faut respecter :
- une bonne ventilation des locaux ;
- éviter tout contact de la colle avec les yeux, la peau, les muqueuses ;
- porter des lunettes de protection ainsi que des gants ;
- ne pas manger, boire ni fumer pendant le travail ;
- lors de contact avec les yeux ou la peau, rincer abondamment avec de l'eau et du savon.

## Autres colles pour verre
Les colles silicone (type RTV par exemple), la colle Araldite bicomposant, les colles pour miroir (neutre pour le tain), l'adhésif double-face (ne pas utiliser de cyanoacrylate).

### Matériel et matériaux
- Lampe ultraviolette de 400 W
- Colle UV liquide ou épaisse en flacon
- Solvant nettoyant

### Caractéristiques
Résistance à la température −40 °C à +150 °C aux substances chimiques. 
Les photo-amorceurs inclus dans la colle réagissent à certaines longueurs d'onde du spectre UVA, ce qui provoque la polymérisation.
Application : directement du flacon sur le verre (épaisseur de colle idéale : 0,5 mm). Les surfaces à encoller doivent être sèches et parfaitement dégraissées.
Durcissement : il s'effectue sous l'influence des rayons UV entre 10 et 120 s selon l'épaisseur de colle et la nature du verre. Après l'opération, la colle superflue peut être enlevée avec le solvant.
Précaution : bien que peu toxique, la colle peut provoquer des allergies, lors de contacts prolongés. Se laver à l'eau et au savon.

### Méthode
Prévoir une feuille blanche sous le collage à réaliser, pour renvoyer les rayons lumineux dans le verre. Réchauffer la colle pour un meilleur déplacement du liquide.
- Dégraisser les parties du verre à coller avec le solvant.
- N'encoller qu'une des surfaces avec la colle UV.
- Placer les deux parties en contact et appuyer doucement.
- Chasser les bulles d'air (éventuellement présentes entre les verres).
- Positionner et caler l'ensemble.
- Insoler sous la lampe UV pendant 2 ou 3 minutes.
- Nettoyer avant la totale polymérisation de la colle.

### Sécurité
Ne pas exposer les yeux aux rayons UV, se placer derrière la lampe pendant l'insolation des verres (risque de cécité).